# Дания на летних Олимпийских играх 1948
Дания принимала участие в Летних Олимпийских играх 1948 года в Лондоне (Великобритания) в десятый раз за свою историю, и завоевала пять золотых, семь серебряных и восемь бронзовых медалей. Сборную страны представляли 162 участника, из которых 18 женщин. Это наибольшее количество спортсменов Дании, выступавших на олимпиадах.

## 01!Золото
- Парусный спорт, мужчины — Paul Elvstrøm.
- Плавание, женщины, 100 метров, вольный стиль — Greta Andersen.
- Плавание, женщины, 100 метров на спине — Karen Harup.
- Гребля, мужчины — Carl-Ebbe Andersen, Tage Henriksen и Финн Педерсен.
- Каноэ, мужчины — Карен Хофф.

## 02!Серебро
- Каноэ, мужчины — Johan Andersen.
- Каноэ, мужчины — Ejvind Hansen и Jacob Jensen.
- Плавание, женщины, 400 метров, вольный стиль — Karen Harup.
- Плавание, женщины, 4х100 метров, вольный стиль, эстафета — Eva Riise, Greta Andersen, Fritze Carstensen-Nathansen, and Karen Harup.
- Гребля, мужчины — Aage Larsen и Ebbe Parsner.
- Гребля, мужчины — Ib Storm Larsen, Helge Schrøder, Helge Halkjær и Aksel Hansen.
- Фехтование, мужчины — Karen Lachmann.

## 03!Бронза
- Футбол, мужчины.
- Бокс, мужчины — Свенн Вад.
- Велоспорт, мужчины — Аксель Скандорфф.
- Гребля, мужчины — Børge Nielsen, Jørgen Olsen, Harry Knudsen, Erik Larsen и Henry Larsen.
- Лёгкая атлетика, женщины, метание копья — Lily Carlstedt.
- Прыжки в воду, женщины — Birte Christoffersen.
- Парусный спорт, мужчины — Klaus Bæss, Ole Berntsen и William Berntsen.
- Греко-римская борьба, мужчины — Christian Hansen.

## Результаты соревнований

### Академическая гребля
Соревнования по академической гребле на Олимпийских играх 1948 года проходили в гребном центре в Хенли-он-Темс, где ежегодно проводятся соревнования Королевской регаты. Из-за недостаточной ширины гребного канала в одном заезде могли стартовать не более трёх лодок. В следующий раунд из каждого заезда проходили только победители гонки.
Мужчины
| Соревнование | Спортсмены                 | Предварительный заезд | Предварительный заезд | Предварительный заезд | Отборочный заезд | Отборочный заезд | Отборочный заезд | Полуфинал | Полуфинал | Полуфинал | Финал                 | Финал                 |
| Соревнование | Спортсмены                 | Заезд                 | Время                 | Место                 | Заезд            | Время            | Место            | Заезд     | Время     | Место     | Время                 | Место                 |
| ------------ | -------------------------- | --------------------- | --------------------- | --------------------- | ---------------- | ---------------- | ---------------- | --------- | --------- | --------- | --------------------- | --------------------- |
| двойки       | Йёрн Сногдаль Сёрен Йенсен | 1                     | 7:28,3                | 3                     | 2                | 7:26,4           | 1 Q              | 2         | 7:54,3    | 2         | завершили выступление | завершили выступление |